# Alliance des forces démocratiques du Congo
Pour les articles homonymes, voir AFDC.
 (février 2019).
Si vous disposez d'ouvrages ou d'articles de référence ou si vous connaissez des sites web de qualité traitant du thème abordé ici, merci de compléter l'article en donnant les références utiles à sa vérifiabilité et en les liant à la section « Notes et références ».
L'Alliance des forces démocratiques du Congo (AFDC) est un parti politique de la république démocratique du Congo créé en 2010 par Modeste Bahati Lukwebo avec une centaine de ses compatriotes. Il est membre de la majorité parlementaire appelée Union sacrée de la nation initiée par le président Félix Tshisekedi.

## Idéologie
Il prône la social-démocratie, les droits de l’homme, la justice sociale, le développement durable, l'égalité de chance et l’économie sociale des marchés. Son président actuel est Modeste Bahati qui fut plusieurs fois ministre d'État et ministre.